# Sons of Guns
Sons of Guns è una serie televisiva statunitense andata in onda su Discovery Channel. La serie è incentrata sulla Red Jacket Firearms LLC, un'azienda con sede in Louisiana che produce e vende armi da fuoco personalizzate per le forze dell'ordine, società di sicurezza e collezionisti privati. La serie è presentata da Will Hayden, nonché fondatore e proprietario dell'azienda, e dalla figlia Stephanie. In Italia è stata trasmessa su Discovery Channel.

## Cast
- Will Hayden (fondatore dell'armeria)
- Stephanie Ford (figlia di Will)
- Kristopher "Kris" Ford (marito di Stephanie)
- Joe Meaux
- Charlie Watson
- Glenn Fleming
- Vince Buckles